# The Hunger for More
The Hunger For More è l'album di debutto di Lloyd Banks

## Lista tracce
| #  | Titolo                                                  | Produttore(i)                    | con la collaborazione di    | durata |
| -- | ------------------------------------------------------- | -------------------------------- | --------------------------- | ------ |
| 1  | "Ain't No Click"                                        | Havoc                            | Tony Yayo                   | 4:25   |
| 2  | "Playboy"                                               | Ron Browz                        |                             | 4:32   |
| 3  | "Warrior"                                               | Thayod Ausar                     |                             | 2:47   |
| 4  | "On Fire"                                               | K1 Mil Eminem (co-produttore)    |                             | 3:07   |
| 5  | "I Get High"                                            | Hi-Tek                           | 50 Cent & Snoop Dogg        | 4:09   |
| 6  | "I'm So Fly"                                            | Timbaland, Danja (co-produttore) |                             | 4:00   |
| 7  | "Work Magic"                                            | Scram Jones                      | Young Buck                  | 4:27   |
| 8  | "If You So Gangsta"                                     | Chad Beatz & Sha Money XL        |                             | 3:31   |
| 9  | "Warrior Part 2"                                        | Eminem                           | Eminem, 50 Cent & Nate Dogg | 3:38   |
| 10 | "Karma"                                                 | Greg "Ginx" Doby                 |                             | 4:38   |
| 11 | "When The Chips Are Down"                               | Black Jeruz & Sha Money XL       | The Game                    | 3:39   |
| 12 | "Til The End"                                           | Eminem                           |                             | 5:09   |
| 13 | "Die One Day"                                           | Baby Grand                       |                             | 3:14   |
| 14 | "South Side Story"                                      | Diaz Brothers                    |                             | 4:10   |
| 15 | "Just Another Day" (Versione speciale/U.K. Bonus track) | Tone Capone                      |                             | 3:29   |
| 16 | "Take a Good Look" (U.K. Bonus track)                   | Dr. Dre                          |                             | 2:53   |

## Versione speciale
La versione speciale , a parte la traccia bonus "Just Another Day" , contiene anche vari video.